# Louis-Constantin Boisselot
Louis-Constantin Boisselot /bwasˈlo/ (Montpellier, 11 marzo 1809 – Marsiglia, 5 giugno 1850) è stato un artigiano francese, costruttore di pianoforti.

## Biografia
Nel novembre del 1835 ha sposato Fortunée Funaro, la figlia di un mercante di Marsiglia. Hanno avuto un figlio, Marie-Louis-François Boisselot (1845–1902), conosciuto semplicemente come Franz, perché ha avuto come padrino Franz Liszt (1811–1886), amico di famiglia di lunga data. Nel 1844 la Paris Exposition ha presentato un pianoforte con il "pedale tonale" che ha preceduto il "meccanismo del pedale tonale o sostenuto" che Steinway ha reintrodotto nel 1874. L'attività commerciale è proseguita con le generazioni successive della sua famiglia fino alla fine del XIX secolo.
La collezione Klassik Stiftung Weimar include il pianoforte a coda dalla bottega Boisselot & Fils (Marsiglia 1846)(3), che è stato regalato a Franz Liszt e su cui sono state create le composizioni degli anni di Weimar. Liszt espresse la sua devozione a questo strumento nella sua lettera a Xavier Boisselot nel 1862: "Sebbene le chiavi siano quasi consumate dalle battaglie combattute contro di loro dalla musica del passato, del presente e del futuro, non accetterò mai di cambiarlo, e ho deciso di tenerlo fino alla fine dei miei giorni, come collaboratore di lavoro privilegiato ".
Il costruttore di pianoforti Paul McNulty è stato scelto da Klassik Stiftung Weimar per costruire la copia del pianoforte personale di Liszt, il Boisselot del 1846. Il pianoforte è stato realizzato per le celebrazioni dei 200 anni di Liszt come progetto del governo della Germania Sud. Entrambi, sia l’originale che la copia, sono di proprietà della Stiftung Weimar.